# Palicourea grandistipula
Palicourea grandistipula är en måreväxtart som först beskrevs av Paul Carpenter Standley och Julian Alfred Steyermark, och fick sitt nu gällande namn av Charlotte M. Taylor. Palicourea grandistipula ingår i släktet Palicourea och familjen måreväxter. Inga underarter finns listade i Catalogue of Life.